# Wrightoporia cinnamomea
Wrightoporia cinnamomea är en svampart som beskrevs av Ryvarden 1982. Wrightoporia cinnamomea ingår i släktet Wrightoporia och familjen Bondarzewiaceae.   Inga underarter finns listade i Catalogue of Life.